# Rivière à Renaud
Pour les articles homonymes, voir Renaud (homonymie).
La rivière à Renaud est un affluent de la rive ouest de la partie inférieure de la rivière du Gouffre, coulant entièrement dans la ville de Baie-Saint-Paul, dans la municipalité régionale de comté (MRC) de Charlevoix, dans la région administrative de la Capitale-Nationale, dans la province de Québec, au Canada.
Cette vallée est surtout desservie par la route 138 (boulevard de Monseigneur-De Laval) qui longe le pied du Cap de la Mare. Outre la zone résidentielle de Baie-Saint-Paul, l'agriculture constitue la principale activité économique de cette vallée.
La surface de la rivière à Renaud est généralement gelée du début de décembre jusqu'au début d'avril ; toutefois la circulation sécuritaire sur la glace se fait généralement de la mi-décembre jusqu'à la fin mars. Le niveau de l'eau de la rivière varie selon les saisons et les précipitations ; la crue printanière survient généralement en avril.

## Géographie
La rivière à Renaud prend sa source au pied du Cap de la Mare d'un ruisseau (venant de l'ouest) qui dévale la falaise. Cette source de la rivière est située à :
- 1,1 km au sud-ouest de l'embouchure de la rivière des Mares ;
- 3,0 km au sud de l'embouchure de la rivière Rémy ;
- 3,2 km au nord-ouest de l'embouchure de la rivière à Renaud (confluence avec la rivière du Gouffre) ;
- 3,9 km au nord-ouest du centre-ville de Baie-Saint-Paul[2].

À partir de sa source, le cours de la rivière à Renaud descend sur 4,3 km dans une plaine de la rive ouest de la rivière du Gouffre, avec une dénivellation de 27 m, selon les segments suivants :
- 2,3 km vers le sud-est, jusqu'au ruisseau Michel (venant du sud-ouest) ;
- 0,9 km vers le nord-est d'abord en coupant la route 138, en formant une boucle vers le sud, puis en recueillant le cours d'eau de la Mare des Champs (venant du nord), jusqu'à un ruisseau (venant du nord) ;
- 0,6 km vers le sud-est en recueillant un ruisseau (venant du nord) et en formant de petits serpentins, en entrant en zone urbaine, jusqu'au ruisseau de l'Équerre (venant du sud-ouest) ;
- 0,5 km vers l'est en zone urbaine, bifurquant vers le sud-est pour recueillir un ruisseau (venant du sud), jusqu'à son embouchure[2].

La rivière à Renaud se déverse sur la rive sud-ouest du Le Gros Bras, dans la municipalité de Saint-Urbain. Cette embouchure est située à :
- 0,7 km au nord-ouest du centre-ville de Baie-Saint-Paul
- 2,4 km au nord-ouest de la confluence de la rivière du Gouffre et du fleuve Saint-Laurent ;
- 3,1 km au sud-est de la confluence de la rivière des Mares et de la rivière du Gouffre[2].

À partir de l'embouchure de la rivière à Renaud, le courant descend sur 11,5 km avec une dénivellation de 16 m en suivant le cours de la rivière du Gouffre laquelle se déverse à Baie-Saint-Paul dans le fleuve Saint-Laurent.

## Toponymie
Le toponyme « rivière à Renaud» a été officialisé le 29 août 1972 à la Banque des noms de lieux de la Commission de toponymie du Québec.